# 米村莉子
米村 莉子（よねむら りこ、2011年12月9日 - ）は、日本の子役。テアトルアカデミー所属。

## 人物
身長148cm。
特技はヒップホップダンス、ポップダンス。
2018年時点では、趣味・特技に粘土、手紙、ごっこ遊び、Y字バランス、360開脚を、好物にイチゴ、アイス、コーラ、メロンを挙げている。

## 出演作品

### テレビドラマ
- 市長はムコ殿 第3、4話（2012年、BS朝日）
- 月曜ゴールデン / 警視庁心理捜査官・明日香 第3作（2013年、TBS） - 三宅夫妻の娘
- 水曜ドラマ / 花咲舞が黙ってない 第5話（2014年、日本テレビ）
- 火曜ドラマ / 結婚式の前日に（2015年、TBS） - 芹沢ひとみ（幼少期）
- 土曜ドラマ / THE LAST COP/ラストコップ 第1、2話（2016年、日本テレビ） - 鈴木結衣（幼少期）
- 金曜ナイトドラマ / 女囚セブン（2017年、テレビ朝日） - 坂本奈津（幼少期）
- 金曜ドラマ（TBS）
  - ハロー張りネズミ 第5、6、9話（2017年） - 河合家の子供
  - コウノドリ 第2シリーズ 第5話（2017年） - 七村亜里沙
- ミステリースペシャル / 棟居刑事シリーズ（東山紀之版） 第10作（2017年、テレビ朝日） - 孫
- オトナの土ドラ（東海テレビ）
  - いつまでも白い羽根 第3話（2018年）
  - 准教授・高槻彰良の推察 第1話（2021年） - 神倉里帆
- BS時代劇（NHK BSプレミアム）
  - 鳴門秘帖 第9話（2018年） - 千絵（幼少期）
  - 善人長屋（2022年） - お縫（幼少期）
- プレミアムドラマ / 主婦カツ! 第6話（2018年、NHK BSプレミアム） - 宮本華（幼少期）
- 東京二十三区女 第5話（2019年、WOWOW） - 佐竹薫（幼少期）
- ウルトラマンタイガ 第20話（2019年、テレビ東京） - 幼い頃のサチコ
- 土曜ナイトドラマ / M 愛すべき人がいて（2020年、テレビ朝日） - アユ（幼少期）
- 月曜プレミア8 / 信濃のコロンボ（伊藤淳史版） 第1作（2020年、テレビ東京） - 谷田恵美（幼少期）
- 相棒 season20 第7話（2021年、テレビ朝日） - 辻浦百花
- 恋なんて、本気でやってどうするの? 第1、3話（2022年、カンテレ） - 桜沢純（幼少期）
- 日曜劇場（TBS）
  - マイファミリー 第9話（2022年） - 友達
  - ラストマン-全盲の捜査官- 第6話（2023年） - 菊知恵茉

### テレビ番組
- 人生が変わる1分間の深イイ話 橋爪愛篇（日本テレビ）

### 映画
- 進撃の巨人 ATTACK ON TITAN（2015年、東宝） - ヒアナの娘
- シン・ゴジラ（2016年、東宝）
- トイ・ストーリー4（2019年、ピクサー・アニメーション・スタジオ） - 子供（声の出演）
- 犬部!（2021年、KADOKAWA） - 川瀬美香（幼少期）
- 沈黙のパレード（2022年、東宝） - 並木佐織（小学生時代）

### 配信ドラマ
- ミス・シャーロック/Miss Sherlock（2018年、Hulu） - 縄跳びの少女

### CM
- タカラトミー 「英語と日本語! ピッとおかいものおしゃべりコンビニ」
- 日本ケンタッキー・フライド・チキン
- ヤクルト 「ヤクルトさん 保育所篇」 - 娘
- 花王 ハミング
- P&G アリエール
- 光通信 WiFiルーターサービス「展開篇」
- TOKAI

### VP
- 明日へのステップアップ -40歳代からのライフプラン-（東映） - 長谷川美緒

### WEB
- LINE CLOVA

### スチール
- トイザらス クリスマスカタログ
- 講談社 ｢おかあさんといっしょ」
- ベネッセコーポレーション
  - 「たまひよショップ2月号」
  - 「こどもちゃれんじBaby」
- 世界文化社 「PriPriブックス」
- コンビ チャイルドシート ｢アルゴット」
- ハローキティのパッとひろがる! おでかけビューティーサロン
- 小学館 小学一年生